# Callús
Callús és un poble, cap del municipi del mateix nom, de la comarca del Bages.

## Geografia
- Llista de topònims de Callús (Orografia: muntanyes, serres, collades, indrets..; hidrografia: rius, fonts...; edificis: cases, masies, esglésies, etc).

Cardener amunt, després de Torroella i abans de Súria, el municipi de Callús (o Catllús) està situat a l'esquerra de la vall mitjana del riu Cardener, al nord-oest del pla de Bages. La riera de les Freixes (o de Bellver, o de Vallverd) de règim torrencial, que aflueix al Cardener després de drenar el sector ponentí del terme de Castellnou, forma el límit oriental del municipi, és l'únic accident hidrogràfic remarcable; llevat naturalment el riu esmentat, que és l'eix vertebral i principal atractiu del seu paisatge. Al llevant i ponent, el territori resta clos pels sectors muntanyosos de Castellnou i Sant Mateu respectivament. Mentre que cap a la banda de Santpedor, és part encara del pla de Bages estricte.

## L'entorn econòmic
Camps de cereals, vinyes i pinedes són components principals de l'entorn rural de Callús. Amb l'afegitó d'una vintena d'hectàrees de regadiu que ocupen els terrenys d'al·luvió pròxims al llit del riu. El Cardener és element essencial de l'economia del poble a causa de la conformació actual del seu panorama urbà.
La indústria tèxtil hi va tenir una gran tradició, i les filatures de cotó havien atret treballadors d'altres municipis. La crisi d'aquesta indústria ha produït el fenomen invers. Al llarg dels quatre quilòmetres escassos de recorregut callusenc, el Cardener donà vida a quatre fàbriques importants de filats de cotó. I per això fou causa de la formació del modern raval o carrer paral·lel al riu, per on discorre la carretera que, seguint-ne la vall, puja de Manresa cap a Cardona. Ací també, la crisi de finals de 1970, d'aquell sector industrial va frenar el ritme de creixement demogràfic i va produir ensems un fenomen d'emigració abans insòlit i fins llavors insospitable en aquestes poblacions fabrils del Bages, només cal veure el gràfic.

## Demografia
| Entitat de població | Habitants (2024) |
| Callús              | 1.951            |
| els Manxons         | 82               |
| el Cortès           | 69               |
| Can Cavaller        | 38               |
| Viladelleva         | 7                |
| Colònia Antius      | 4                |
| Font: Idescat       |                  |

| 1497 f | 1515 f | 1553 f | 1717 | 1787 | 1857 | 1877 | 1887 | 1900 | 1910 |
| ------ | ------ | ------ | ---- | ---- | ---- | ---- | ---- | ---- | ---- |
| 11     | 3      | 12     | 188  | 87   | 316  | 304  | 355  | 783  | 704  |

| 1920 | 1930  | 1940  | 1950  | 1960  | 1970  | 1981  | 1990  | 1992  | 1994  |
| ---- | ----- | ----- | ----- | ----- | ----- | ----- | ----- | ----- | ----- |
| 908  | 1.122 | 1.244 | 1.303 | 1.644 | 1.623 | 1.521 | 1.491 | 1.388 | 1.388 |

| 1996  | 1998  | 2000  | 2002  | 2004  | 2006  | 2008  | 2010  | 2012  | 2014  |
| ----- | ----- | ----- | ----- | ----- | ----- | ----- | ----- | ----- | ----- |
| 1.345 | 1.334 | 1.329 | 1.366 | 1.427 | 1.577 | 1.675 | 1.845 | 1.909 | 1.985 |

| 2016  | 2018  | 2020  | 2022  | 2024  | 2026 | 2028 | 2030 | 2032 | 2034 |
| ----- | ----- | ----- | ----- | ----- | ---- | ---- | ---- | ---- | ---- |
| 2.057 | 2.095 | 2.129 | 2.122 | 2.145 | -    | -    | -    | -    | -    |

## Administració i política
| Període     | Alcalde o alcaldessa                                    | Partit polític | Data de possessió | Observacions                               |
| ----------- | ------------------------------------------------------- | -------------- | ----------------- | ------------------------------------------ |
| 1979–1983   | Bonaventura Puig Ribó                                   | Independent    | 19/04/1979        | --                                         |
| 1983–1987   | Bonaventura Puig Ribó                                   | CIU            | 28/05/1983        | --                                         |
| 1987–1991   | Bonaventura Puig Ribó                                   | CIU            | 30/06/1987        | --                                         |
| 1991–1995   | Bonaventura Puig Ribó                                   | CIU            | 15/06/1991        | --                                         |
| 1995–1999   | Ramon Fonts Vilardell                                   | Independent    | 17/06/1995        | --                                         |
| 1999–2003   | Ramon Fonts Vilardell                                   | Independent    | 03/07/1999        | --                                         |
| 2003–2007   | David Aaron López Martí                                 | MAC-PM         | 14/06/2003        | --                                         |
| 2007–2011   | David Aaron López Martí / Josep Maria Ginestà Boixadera | MAC-PM         | 16/06/2007        | El 13/05/2008 es va fer el canvi d'alcalde |
| 2011–2015   | Enrique Vall De Vilaramo                                | CIU            | 11/06/2011        | --                                         |
| 2015–2019   | Joan Badia i Pujol                                      | ERC            | 13/06/2015        | --                                         |
| 2019-2023   | Joan Badia i Pujol / Jordi Mas i Antunes                | ERC            | 15/06/2019        | --                                         |
| Des de 2023 | Elisabet Hernández Del Arco                             | ERC            | 17/06/2023        | --                                         |